# Gmajniška vozlasta mravlja
Gmajniška vozlasta mravlja (znanstveno ime Myrmica scabrinodis) je evro-sibirska vrsta mravelj, ki je razširjena tudi v Sloveniji.
Najbolje se počuti v zmerno vlažnem okolju. Ne moti je namočena zemlja, vendar pa potrebuje direktno sončno svetlobo. Pogosto poseljuje šotna barja. Mravljišča gradi pod zemljo, med travo ali mahom in celo pod kamni in v odmrlem lesu. Kolonije teh mravelj sestavlja okoli 2500 delavk in nekaj matic.
Gmajniška vozlasta mravlja predstavlja glavnega gostitelja entomopatogene glive Rickia wasmannii. Glavni plenilec teh mravelj pa so gosenice metuljev iz družine mravljiščarjev. Še posebej pomemben plenilec teh mravelj so gosenice velikega mravljiščarja.

## Podvrste[2]
- Myrmica scabrinodis scabrinodis
- Myrmica scabrinodis scabrinodosabuleti